# Костина, Александра Борисовна
Александра Борисовна Костина (28 августа 1926, село Новомакарово, Воронежская губерния — 16 февраля 2006, Воронеж) — передовик советского сельского хозяйства, доярка колхоза имени Кирова Грибановского района Воронежской области. Герой Социалистического Труда (1966).

## Биография
Родилась 28 августа 1926 года в крестьянской семье в селе Новомакарово Новохопёрского уезда Воронежской губернии (сегодня — Грибановский район Воронежской области). 
Завершила обучение в начальной школе, и в 1943 году стала работать инспектором Полянского отделения социального обслуживания. С 1945 года трудилась в местном колхозе.
С 1959 года работала в колхозе имени Кирова Грибановского района. Проработала в этом колхозе до выхода на пенсию. В начале своей деятельности в этом колхозе работала рядовой свинаркой, потом была назначена звеньевой свиноводческой бригады. После перешла работать на молочно-товарную ферму, дояркой. 
Указом Президиума Верховного Совета СССР от 22 марта 1966 года за получение высоких показателей в сельском хозяйстве и рекордные показатели в животноводстве Александре Борисовне Костиной было присвоено звание Героя Социалистического Труда с вручением ордена Ленина и медали «Серп и Молот».  
После окончания сельскохозяйственного института с 1983 по 1985 год трудилась зоотехником-селекционером.
Избиралась депутатом областного Совета народных депутатов.
После выхода на пенсию в 1985 году проживала в Воронеже до своей кончины в 2006 году. Похоронена на сельском кладбище села Новомакарово.

## Награды
За трудовые успехи была удостоена:
- золотая звезда «Серп и Молот» (22.03.1966)
- орден Ленина (22.03.1966)
- Орден Октябрьской Революции (08.04.1971)
- другие медали.